# Gottlieb von Ankershofen

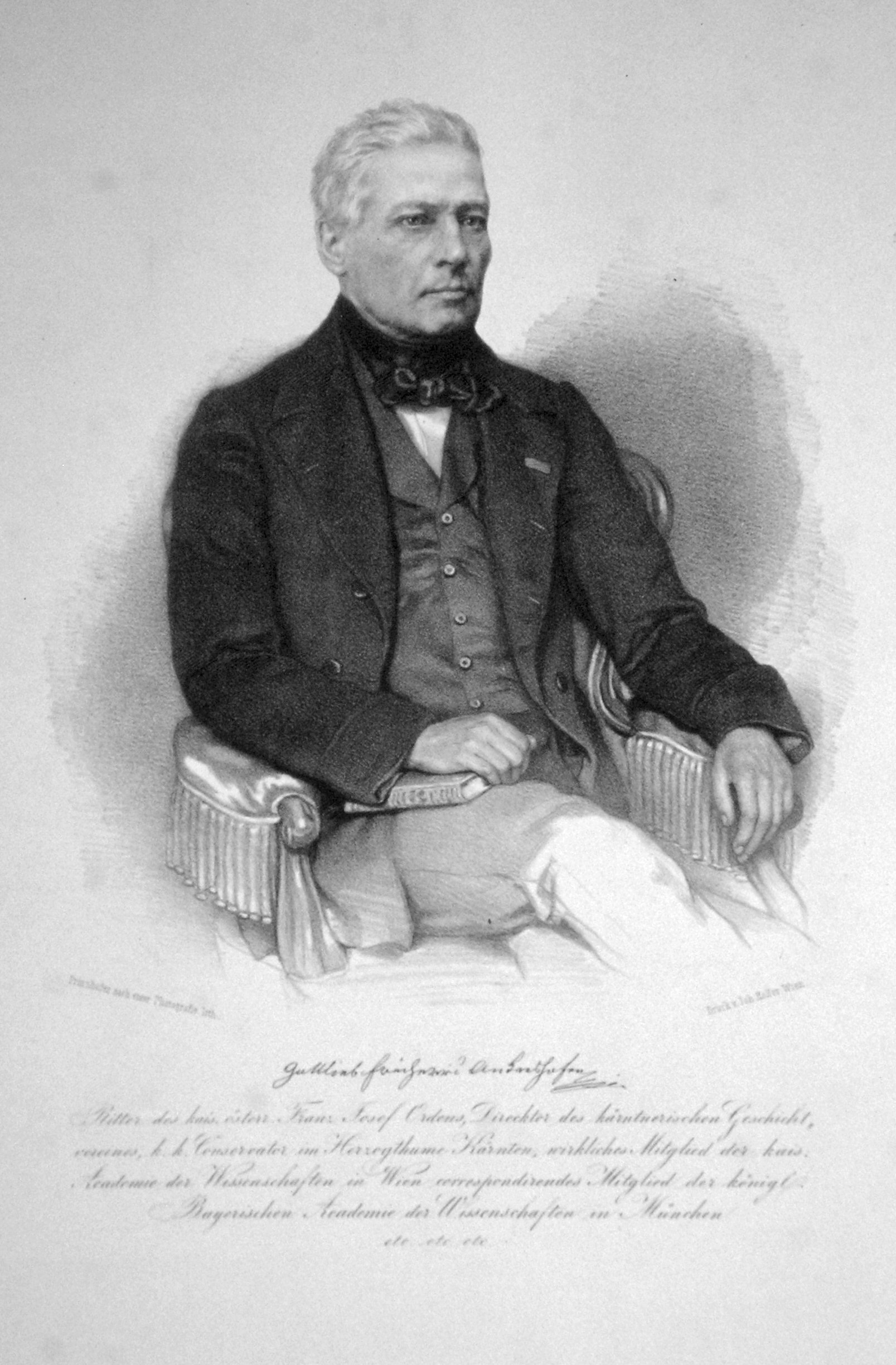
Gottlieb Freiherr von Ankershofen, Lithographie von August Prinzhofer, 1847

Gottlieb Freiherr von Ankershofen (* 22. August 1795 in Klagenfurt, Kärnten; † 6. März 1860 ebenda) war ein österreichischer Historiker und Landeskonservator.
Ankershofen war von 1844 bis 1860 Direktor des Geschichtsvereins für Kärnten. Nachfolger in diesem Amt wurde Max von Moro. Von 1849 bis 1860 leitete er das auf seine Initiative gegründete Archiv für vaterländische Geschichte und Topographie. Er war einer der Verfasser des „Handbuchs der Geschichte Kärntens“ (2 Bände, 1841/59). Seit 1847 war er korrespondierendes Mitglied der Bayerischen Akademie der Wissenschaften.
Er war regelmäßiger Autor von historisch orientierten Fachbeiträgen in der Kärntner Zeitschrift Carinthia, so z. B. mit seinem Beitrag über den Landschadenbund, einen alten Rechtsbehelf in den Ländern Innerösterreichs.